# Lochyrus frezieri
Lochyrus frezieri là một loài ruồi trong họ Asilidae. Lochyrus frezieri được Artigas miêu tả năm 1970. Loài này phân bố ở vùng Tân nhiệt đới.